# Друга мова
Друга мова особи (позначається М2 або L2) — мова, яка не є для цієї особи рідною, але особа набуває її пізніше, зазвичай як іноземну мову, хоча можлива ситуація, що це інша мова тієї ж країни (тобто не є іноземною). Наприклад, у Канаді є дві офіційні мови, англійська та французька, і чимало людей користуються обома.
Мова, якій особа віддає перевагу, тобто мова, якою особі розмовляти найзручніше, не обов'язково є її рідною мовою. Перевага може віддаватися другій мові. Таке може трапитися, наприклад, тоді, коли діти переселяються в місцевість з іншим мовним середовищем.

## Засвоєння другої мови

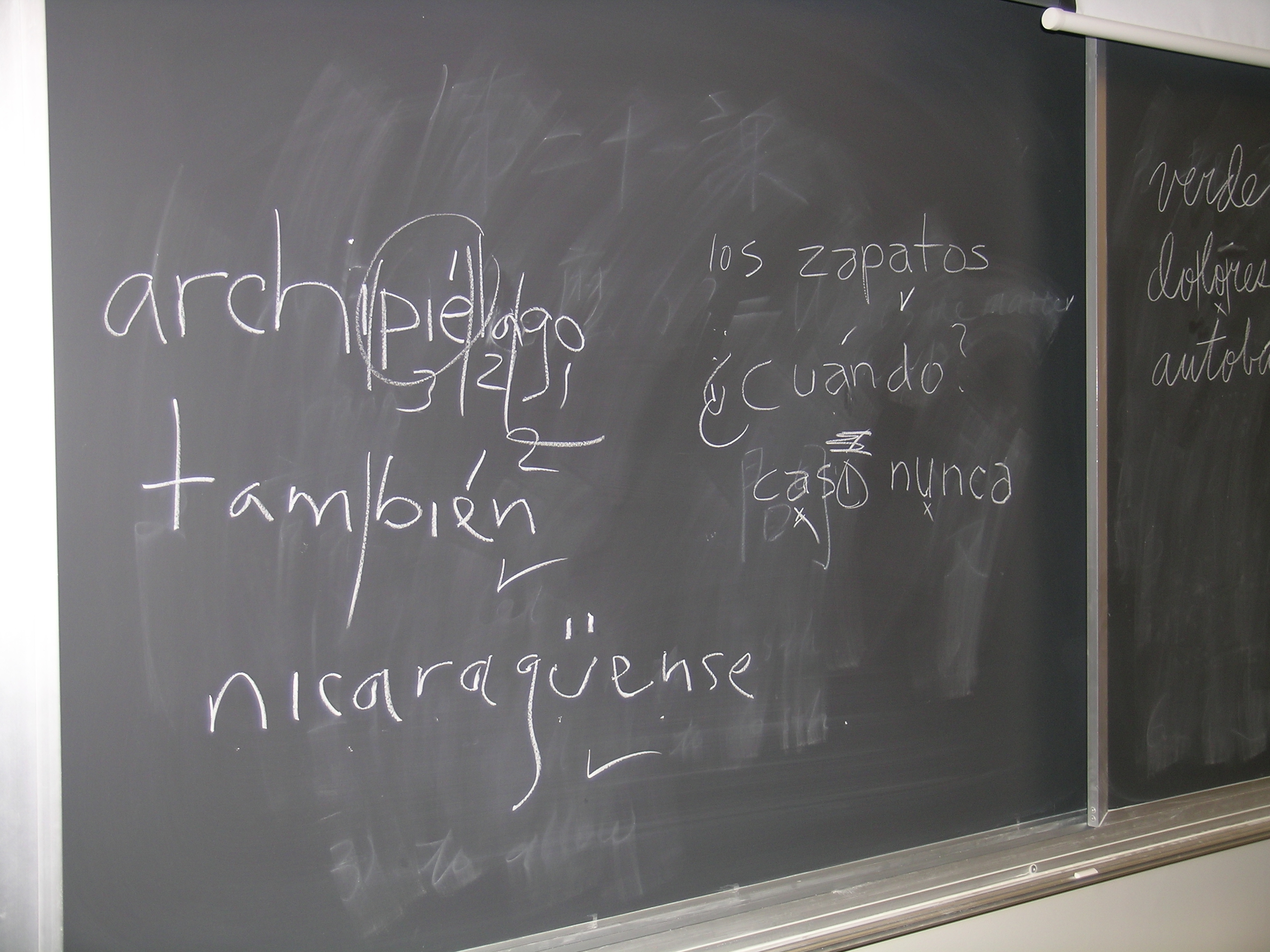
Дошка в Гарварді зі спробами студентів помістити діакритики в іспанських словах.

Існує відмінність між засвоєнням та вивченням другої мови. На це вказав Стівен Крашен (1982) у своїй моніторній моделі. На думку Крашена, засвоєння мови — природний процес; тоді як вивчення є процесом усвідомленим. У випадку засвоєння особа бере участь у природному спілкуванні. У випадку вивчення вступають у дію такі процеси, як виправлення помилок, вивчення граматичних правил, не властивих першій мові. Не всі викладачі другої мови згоджуються з цим розділенням, однак сам процес називають засвоєнням другої мови.
Вплив на теорії засвоєння мають як лінгвістичні, так і психологічні теорії. Серед лінгвістів домінує гіпотеза, що в мозку існує модуль чи пристосування з невід'ємним вродженим знанням. З іншого боку, багато психологічних теорій поділяють думку про існування когнітивних механізмів, відповідальних за навчання загалом, які діють при обробці мови.
Серед інших важливих теорій та тем досліджень стосовно засвоєння другої мови (включно з тими, які можна перенести на процес її вивчення) можна виділити вербальну поведінку (погляд, за яким сконструйовані лінгвістичні стимули можуть створити бажаний відгук у мові), вивчення морфем, біхевіоризм, аналіз помилок, вивчення етапів та порядку засвоєння, структуралізм (підхід, що намагається віднайти відношення основних одиниць різних мов за спільними характеристиками), вивчення процесу засвоєння першої мови, конструктивний аналіз (підхід, у якому проводиться вивчення спільних та відмінних рис мов) та міжмовні зв'язки (у цьому підході мова трактується як динамічна система, що підкоряється певним правилам).
Усі ці теорії вплинули на викладання другої мови й відповідну педагогіку. Існує велике розмаїття методів навчання другій мові, чимало з них випливають безпосередньо з конкретної теорії. Розповсюдженими методиками є методики граматики-перекладу, прямий метод, аудіолінгвістичний (вочевидь під впливом аудіолінгвістичних досліджень та біхевіористського підходу), мовчазний, сугестопедія, вивчення мови в колективі, повного фізичного відгуку, комунікативний (на нього значно вплинула теорія Крашена). Деякі з цих підходів популярніші ніж інші й вважаються ефективнішими. Більшість учителів не використовують єдиний стиль, а радше різноманітять викладання. Цим забезпечується збалансованіший підхід, що допомагає учням досягти успіху.

### Значення віку
Визначальною різницею між першою мовою (L1) й другою (L2) є вік, у якому особа вивчає мову. Наприклад, лінгвіст Ерік Леннеберг вживає термін друга мова в значенні «мова, засвоєна свідомо», або засвоєна мовцем після дорослішання. Здебільшого люди не досягають такого ж рівня розуміння й вільності з другою мовою, як із першою. Такий погляд тісно пов'язаний із гіпотезою критичного періоду.
Гілтенстам виявив (1992), що в шість чи сім років дитина втрачає здатність до двомовності, при якій досягається знання обох мов на рівні рідної. Після цього, особи, що вивчають другу мову можуть навчитися розмовляти мовою майже вільно, але все ж їхня мова, попри те, що помилок мало, все ж міститиме помилки, що відрізнятимуть їх від тих, для кого ця мова рідна. Пізніше Гілтенстам та Абрагамссон (2003) модифікували свою теорію, стверджуючи, що після дитинства досягти рівня природного мовця стає важче, але конкретно вказати вік цієї втрати неможливо.
Про функціонування мозку стає відомо дедалі більше, тож виникла гіпотеза, що акцент виникає, коли дитина проходить період статевого дозрівання. До того хімічні процеси в мозку більш сприятливі до вивчення мови та соціального спілкування. Після статевого дозрівання здатність до мов переходить до іншої області мозку, ймовірно до кори головного мозку, сприяючи когнітивним функціям, або до нейронної системи, функцією якої є статеве розмноження та ріст статевих органів.
Що стосується співвідношення між віком та засвоєнням другої мови, Крашен, Лонг та Скарчелла стверджують, що люди, які починають вчити іноземну мову в ранньому віці, взаємодіють з нею природно, тож досягають кращих результатів, ніж ті люди, які стикаються з другою мовою дорослими. Однак, стосовно співвідношення між віком та швидкістю вивчення мови, «дорослі проходять ранній етап синтаксичного та морфологічного розвитку швидше ніж діти (при однаковому часові експозиції». Крім того, «старші діти вчаться швидше, ніж молодші (знову ж, на ранньому етапі синтаксичного й морфологічного розвитку за умови однакового часу експозиції)». Іншими словами, коли мова йде про початкову стадію засвоєння іноземної мови, дорослі й старші діти вчаться швидко.
Готьє та Дженезі (2011) провели дослідження, що здебільшого зосереджувалося на засвоєнні другої мови дітьми, які були усиновленні батьками з іншої країни, і результати продемонстрували, що ранній досвід дітей з одною мовою може впливати на здатність освоїти другу мову, і що діти зазвичай вивчають другу мову повільніше й не так добре навіть під час критичного періоду.
Щоб розмовляти вільно, краще починати вивчення мови в дитинстві, але експозиція другій мові в ранньому віці може привести до «слабкої ідентифікації» (Billiet, Maddens та Beerten). Як наслідок виникає «відчуття приналежності до двох націй», особа не зовсім розуміє куди вона належить, бо, як стверджує Браян А. Джейкоб, мультикультурна освіта впливає на «стосунки, ставлення та поведінку» учня. Коли учень вивчає дедалі більше іноземних мов, діти пристосовуються, вливаються в іноземну культуру і «починають описувати себе так, щоб вписатися в представлення, створене іншими» (Pratt). Через ці фактори, вивчення іноземної мови в дитинстві може завдати шкоди перспективі власної країни.

## Іноземна мова

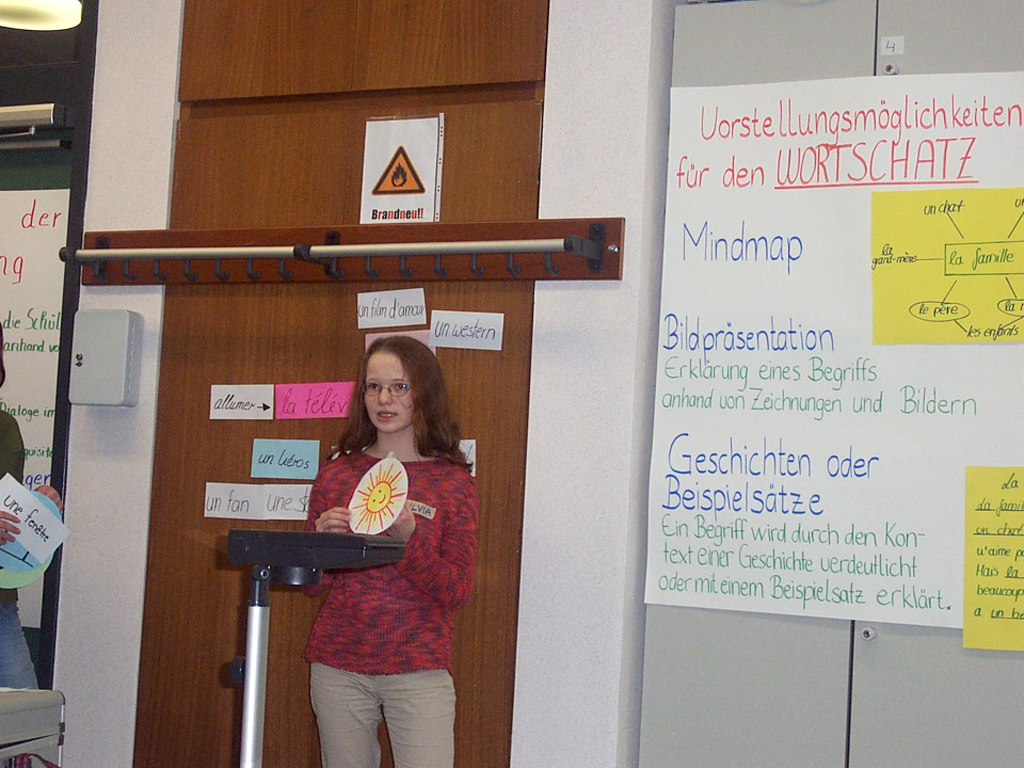
Німецька студентка вивчає французьку мову. Англійська (1,5 млрд учнів), французька (82 млн учнів) та китайська (30 млн учнів) складають трійку найпопулярніших іноземних мов.

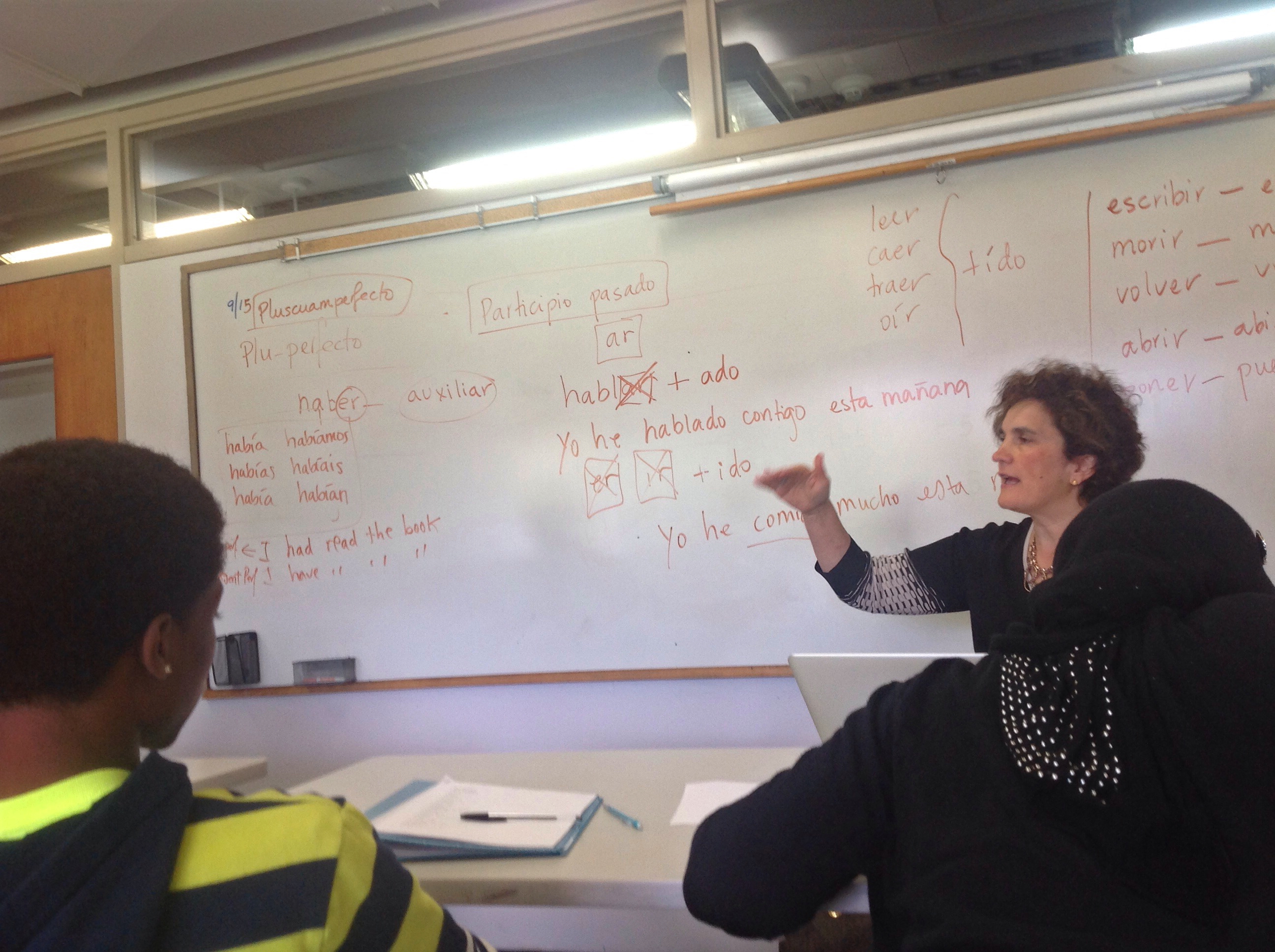
Вивчення іспанської як другої учнями, для яких рідна мова — англійська, у приватній школі в Массачусеттсі, США.

У педагогіці та соціолінгвістиці розрізняють другу й іноземну мови. Іноземну мову вивчають там, де вона є мовою з іншої країни, а у власній країні нею не розмовляють. Іноземна мова — термін, що стосується країн, тоді як друга мова стосується окремих осіб.
Наприклад, англійська мова в таких країнах як Індія, Пакистан, Бангладеш, Філіппіни, у Нордичних країнах та Нідерландах багатьма людьми вважається другою, бо вони вивчили її в юному віці й регулярно використовують; у частині південної Азії вона виконує функцію офіційної мови в суді, в урядових установах та в бізнесі. Те ж можна сказати про французьку мову в Алжирі, Марокко й Тунісі, хоча французька не має в жодній з цих країн статусу офіційної. На практиці французьку використовують у цих країнах у численних ситуаціях, а вивіски зазвичай друкуються як арабською, так і французькою. Аналогічне явище існує в пострадянських країнах, таких як Україна, Узбекистан, Киргизстан і Казахстан, де російську можна розглядати другою мовою, й існують великі російськомовні громади.
Однак у Китаї (за винятком Гонконгу) англійську слід називати іноземною через брак можливості використання, історичних зв'язків, медіа, розмов між людьми чи спільного словника. Аналогічно, французьку потрібно вважати іноземною в Румунії та Молдові, навіть попри те, що румунська і молдавська — романські мови.